# Wacław Błażej Orłowski
Wacław Błażej Orłowski (ur. 3 lutego 1868 w Brzezinach, zm. 16 października 1949 w Olsztynie) – polski lekarz, bakteriolog, badacz wścieklizny. Uważany jest za jednego z pierwszych odkrywców ciałek Negriego.

## Życiorys
Syn Gracjana Orłowskiego, miał czterech braci i jedną siostrę. Jego brat Aleksander był prezydentem Pabianic. Ukończył gimnazjum w Lublinie. Od 1888 roku studiował medycynę na Cesarskim Uniwersytecie Warszawskim, uzyskując dyplom lekarza 7 grudnia 1893. Jeszcze jako student pracował w laboratorium bakteriologicznym Odona Bujwida. Od 1893 zatrudniony przez Bujwida jako prywatny asystent w Zakładzie Higieny Uniwersytetu Jagiellońskiego. Dzięki stypendium Kasy im. Mianowskiego wyjechał za granicę uzupełniać studia w dziedzinie bakteriologii u Eschericha w Grazu. Po powrocie do Warszawy zaproponowano mu objęcie kierownictwa stacji bakteriologicznej Saratowskiej Gubernialnej Ziemskiej Uprawy, jednak Orłowski odrzucił tę ofertę. Kontynuował pracę w Zakładzie Pasteurowskim w Warszawie, kierowanym przez Władysława Palmirskiego. W 1897, z rekomendacji Nenckiego i Łukjanowa, wyjechał do Wilna zakładać stację pasteurowską. Prywatny zakład Orłowskiego przyjmował pacjentów pokąsanych przez wściekłe zwierzęta z obszaru całej guberni wileńskiej. Orłowski kierował zakładem do wybuchu II wojny światowej (w okresie międzywojennym lecznicę upaństwowiono). Pod koniec 1945 osiadł w Olsztynie. Z małżeństwa z Eleonorą Bołtuciówną zawartego 17 listopada 1898 miał syna Wacława i córkę Renię. Zmarł w 1949 roku, jego grób znajduje się na Cmentarzu św. Józefa w Olsztynie. Wspomnienie pośmiertne napisał o nim Stanisław Flis.

## Dorobek naukowy
W 1892 roku Orłowski przedstawił referat poświęcony zmianom w neuronach rogów przednich rdzenia kręgowego, w którym opisał ciała szkliste, nie barwiące się hematoksyliną ani eozyną, nazwane przez niego „ciałkami błyszczącymi”. Prawdopodobnie był to jeden z najwcześniejszych opisów ciałek Negriego. Przyczyny, dla których jego odkrycie nie zostało dostrzeżone, pozostają nieznane.

## Wybrane prace
- Zmiany w komórkach nerwowych przy wściekliźnie. Gazeta Lekarska 12 (22), s. 465-476, 1892
- Orłowski, Bujwid. O dwóch nowych gatunkach laseczników przecinkowatych w wodzie. Medycyna, 1893
- Orlowski W, Ueber die antitoxischen Eigenschaften des Blutserums bei Kindern, „Deutsche Medizinische Wochenschrift”, 21 (25), 1895, s. 400–402, DOI: 10.1055/s-0029-1199834.
- Palmirski, Orłowski. Próba indolowa w hodowlach drobnoustrojów błonicy. Medycyna 23, s. 121-123, 1895
- Ueber die Indolreaktion bei Diphtheriebouillon-Kulturen. Centralblatt für Bakteriologie und Parasitenkunde 1. Abt. 17, s. 358-360, 1895
- O własnościach przeciwbłonicowych surowicy krwi dzieci. Medycyna 23, ss. 101; 152 (1895)
- Palmirski, Orłowski. Badania porównawcze nad określeniem siły surowicy Behring'a, Aronson'a, Roux, Krakowskiej i Warszawskiej. Medycyna 23, s. 317-322, 1895
- Przyczynek do kazuistyki zakażeń jadem wścieklizny. Medycyna 26, s. 337-339, 1898
- Statystyka szczepień ochronnych przeciwko wściekliźnie w roku 1899. Medycyna, 1901
- Statystyka szczepień ochronnych przeciwko wściekliźnie w roku 1904. Medycyna, 1906
- Statystyka szczepień ochronnych przeciwko wściekliźnie w roku 1905. Medycyna, 1907
- Statystyka szczepień ochronnych przeciwko wściekliźnie w roku 1906. Medycyna i Kronika Lekarska, 1908
- Statystyka szczepień ochronnych przeciwko wściekliźnie w r. 1907. Medycyna i Kronika Lekarska, 1910
- Statystyka szczepień ochronnych przeciwko wściekliźnie w roku 1908. Medycyna i Kronika Lekarska, 1910